# Kunigunde Fürst
Kunigunde Fürst FrVbr (* 1944 in Ried in der Riedmark) ist eine österreichische Ordensschwester und Altgeneraloberin der Franziskanerinnen von Vöcklabruck.

## Leben
Anna Elisabeth Fürst begann 1959 als Kindergartenhelferin bei den Franziskanerinnen in Linz, trat 1964 in den Orden der Franziskanerinnen von Vöcklabruck ein und studierte Mathematik im Lehramt und ist promovierte Theologin. Ihr Doktorat im Kirchenrecht legte sie an der Universität Salzburg ab. Sie unterrichtete als Gymnasiallehrerin in Wels und war Leiterin des Hochschulrates der Diözese Linz.
Von 1994 bis 2012 war Kunigunde Fürst drei Amtsperioden je sechs Jahre Generaloberin der Franziskanerinnen in Vöcklabruck, wo ihr Sr. Angelika Garstenauer nachfolgte. 1996 unterstützte sie Msgr. Lorenz Gawol bei der Gründung des Schulprojekts Sankt Lorenz in Korneevka in Kasachstan.
Von 2008 bis 2012 war Fürst Präsidentin der Vereinigung der Frauenorden Österreichs, wo ihr Sr. Beatrix Mayerhofer SSND nachfolgte.
Von 2013 bis 2021 war Kunigunde Fürst beim oben genannten Sozial- und Schulprojekt in Kasachstan tätig, das ihr Orden 2002 übernommen hat.

## Auszeichnungen
- 2012 Ehrenring der Stadt Vöcklabruck[4]
- 2012 Menschenrechtspreis des Landes Oberösterreich, Laudator Landeshauptmann Josef Pühringer[5]
- 2012 Großes Goldenes Ehrenzeichen der Republik Österreich im Bildungsministerium, Laudator Propst Maximilian Fürnsinn[6]